# National Institute for Occupational Safety and Health
National Institute for Occupational Safety and Health (NIOSH) er et føderalt amerikansk agentur, der er ansvarligt for at forske og komme med anbefalinger til forebyggelse af arbejdsrelaterede skader og sygdom. NIOSH er en del af Centers for Disease Control and Prevention (CDC) under det amerikanske sundhedsministerium.
NIOSH har hovedkvarter i Washington, D.C., med forskningslaboratorier og kontorer i Cincinnati; Morgantown; Pittsburgh; Denver; Anchorage; Spokane; og Atlanta. NIOSH er en professionelt mangeartet organisation med et 1200 mand stort personale, der repræsenterer en lang række discipliner såsom epidemiologi, lægevidenskab, erhvervsmæssig hygiejne, sikkerhed, psykologi, ingeniørarbejde, kemi og statistik.

## Fodnoter
1. ↑  NIOSH Divisions, Labs, and Offices

| Forening eller organisation | Spire Denne artikel om en forening eller organisation er en spire som bør udbygges. Du er velkommen til at hjælpe Wikipedia ved at udvide den. |